# Боснійська Вікіпедія
Боснійська Вікіпедія (босн. Wikipedia na bosanskom jeziku) — мовний розділ Вікіпедії боснійською мовою, однією з південнослов'янських мов. 
Боснійська Вікіпедія станом на 15 серпня 2025 року містить 95 622 статті, 170 585 зареєстрованих користувачів, 163 активних дописувачів, 9 адміністраторів
. Загальна кількість сторінок в боснійській Вікіпедії — 378 929, редагувань — 3 737 214, завантажених файлів — 5284
. Глибина (рівень розвитку мовного розділу) боснійської Вікіпедії середня і становить 86.6 пунктів
. 
За кількістю статей перебуває на 77-му місці серед усіх мовних розділів та на 13-му серед слов'яномовних розділів Вікіпедії (між македонською та білоруською (класичний правопис) Вікіпедіями).

## Спільнота
17 лютого 2007 року члени боснійської вікіспільноти провели першу зустріч у Сараєво. Ще одна зустріч відбулася того ж року, наступні — у 2008 та 2011 роках.

## Етапи розвитку
Розділ створено 12 грудня 2002 року, шляхом виділення з сербохорватської Вікіпедії разом з сербською та хорватською. Перша стаття — Matematika.
На 1 вересня 2007 року кількість статей в цьому мовному розділі перевищила 20 000.
На 10 серпня 2008 р. боснійський мовний розділ займав 49-те місце за кількістю статей.
Вже на 1 листопада 2011 року в ньому було: 32 000 статей, 123 800 сторінок, 13 адміністраторів, 217 активних користувачів, 43 100 користувачів, але лишень 71-ше місце серед всіх мовних розділів.
28 квітня 2014 було досягнуто 50000 статей.

## Особливості
- Боснійська мова офіційно використовує дві системи письма — латиницю та кирилицю; однак боснійськомовна Вікіпедія не має функції вибору системи письма, якою користувач хоче прочитати статтю, тоді як така функція наявна у сербській та сербохорватській Вікіпедіях.
- Боснійська мова є одним із чотирьох стандартизованих різновидів сербохорватської плюрицентричної мови, що робить практику копіювання контенту між чотирма Вікіпедіями (сербохорватською, сербською, хорватською, боснійською) без або з мінімальними змінами тексту легкою та поширеною.

## Аналіз відвідуваності боснійської Вікіпедії
| \| Перегляди за країною (вересень 2018)[5] \| Перегляди за країною (вересень 2018)[5] \| Перегляди за країною (вересень 2018)[5] \| Перегляди за країною (вересень 2018)[5] \| Перегляди за країною (вересень 2018)[5] \| \| --------------------------------------- \| --------------------------------------- \| --------------------------------------- \| --------------------------------------- \| --------------------------------------- \| \| \| \| \| \| \| \| Хорватія \| Хорватія \| \| 31.0% \| 31.0% \| \| Боснія і Герцоговина \| Боснія і Герцоговина \| \| 27.4% \| 27.4% \| \| Сербія \| Сербія \| \| 11.8% \| 11.8% \| \| Німеччина \| Німеччина \| \| 5.9% \| 5.9% \| \| Франція \| Франція \| \| 5.0% \| 5.0% \| \| КНР \| КНР \| \| 4.3% \| 4.3% \| \| США \| США \| \| 3.7% \| 3.7% \| \| Чорногорія \| Чорногорія \| \| 2.0% \| 2.0% \| \| інші \| інші \| \| 8.9% \| 8.9% \| |                      |  |       |       |
| Перегляди за країною (вересень 2018) |                      |  |       |       |
| |                      |  |       |       |
| Хорватія | Хорватія             |  | 31.0% | 31.0% |
| Боснія і Герцоговина | Боснія і Герцоговина |  | 27.4% | 27.4% |
| Сербія | Сербія               |  | 11.8% | 11.8% |
| Німеччина | Німеччина            |  | 5.9%  | 5.9%  |
| Франція | Франція              |  | 5.0%  | 5.0%  |
| КНР | КНР                  |  | 4.3%  | 4.3%  |
| США | США                  |  | 3.7%  | 3.7%  |
| Чорногорія | Чорногорія           |  | 2.0%  | 2.0%  |
| інші | інші                 |  | 8.9%  | 8.9%  |